# Gerbillus tarabuli
Gerbillus tarabuli је врста глодара из породице мишева.

## Распрострањење
Ареал врсте покрива средњи број држава. Врста има станиште у Либији, Алжиру, Мароку, Мауританији, Малију, Нигеру, Чаду и Тунису.

## Станиште
Станишта врсте су полупустиње и пустиње.

## Угроженост
Ова врста није угрожена, и наведена је као последња брига јер има широко распрострањење.